# Кузмица
Кузмица је насељено место у саставу града Плетернице, у Славонији, Република Хрватска.

## Историја
До нове територијалне организације налазило се у саставу бивше велике општине Славонска Пожега.

## Становништво
На попису становништва 2011. године, Кузмица је имала 454 становника.

## Попис1991.
На попису становништва 1991. године, насељено место Кузмица је имало 533 становника, следећег националног састава:
| Попис 1991.‍  | Попис 1991.‍  | Попис 1991.‍ | Попис 1991.‍ | Попис 1991.‍ |
| ------------ | ------------ | ----------- | ----------- | ----------- |
|              |              |             |             |             |
| Хрвати       | Хрвати       |             | 511         | 95,87%      |
| Срби         | Срби         |             | 14          | 2,62%       |
| Југословени  | Југословени  |             | 1           | 0,18%       |
| Црногорци    | Црногорци    |             | 1           | 0,18%       |
| неопредељени | неопредељени |             | 4           | 0,75%       |
| непознато    | непознато    |             | 2           | 0,37%       |
| укупно: 533  |              |             |             |             |